# Erannis salicaria
Erannis salicaria är en fjärilsart som beskrevs av Eugen Johann Christoph Esper. Erannis salicaria ingår i släktet Erannis och familjen mätare. Inga underarter finns listade i Catalogue of Life.